# Hycleus elendensis
Hycleus elendensis là một loài bọ cánh cứng trong họ Meloidae. Loài này được Wellamn miêu tả khoa học năm 1910.